# Ixobrychus involucris
Ixobrychus involucris е вид птица от семейство Чаплови (Ardeidae). Видът е незастрашен от изчезване.

## Разпространение
Разпространен е в Аржентина, Боливия, Бразилия, Чили, Колумбия, Френска Гвиана, Гвиана, Парагвай, Перу, Суринам, Тринидад и Тобаго, Уругвай и Венецуела.